# Kvantový mysticismus
Kvantový mysticismus je soubor metafyzických přesvědčení a souvisejících praktik, které se snaží spojit vědomí, inteligenci, duchovnost nebo mystické pohledy na svět s myšlenkami kvantové mechaniky a jejích interpretací. Kvantová mystika je většinou vědců a filozofů považována za pseudovědu nebo šarlatánství, jelikož dochází k zneužití objevů a teorií kvantové mechaniky pro propagaci teorií, které nelze vědecky ověřit nebo jakkoliv vyvrátit, což je v rozporu se standardním vědeckým výzkumem.

## Časná kontroverze a řešení
Olav Hammer uvedl, že Werner Heisenberg se zajímal o Indii tolik, že dostal přezdívku „Buddha“. Hammer však také uvádí, že v Heisenbergově Physics and Philosophy (1959) neexistuje žádná podstatná stopa kvantové mystiky a dodává: „Ve skutečnosti Heisenberg podrobně diskutuje a podporuje rozhodně nemystickou kodaňskou interpretaci.“ Hammer také uvádí: „Schrödingerovy studie hinduistické mystiky ho nikdy nepřinucovaly k tomu, aby pokračoval stejným směrem jako kvantoví metafyzici jako David Bohm nebo Fritjof Capra.“ Hammer cituje Schrödingerova životopisce Waltera J. Moora, podle něhož byly tyto dva zájmy (kvantová fyzika a hinduistická mystika) „podivně odděleny“. 

## Wigner
V roce 1961 Eugene Wigner napsal článek s názvem „Remarks on the mind–body question“, který naznačuje, že vědomý pozorovatel hraje zásadní roli v kvantové mechanice:s.93, jež je součástí von Neumannovy – Wignerorvy interpretace . Zatímco jeho práce sloužila jako inspirace pro pozdější díla v oblasti kvantové mystiky ostatním autorům, Wignerovy myšlenky byly primárně filozofické a nejsou považovány na stejné „úrovni“ s interpretacemi kvantové mystiky která následovala. Ve svých posledních článcích o interpretaci kvantové mechaniky z konce sedmdesátých a první poloviny osmdesátých let Wigner do značné míry mění svůj postoj a ve světle nových poznatků svou interpretaci opustil.

## Osvojení myšlenek hnutím New Age
Na začátku 70. let začala kultura New Age začleňovat myšlenky z kvantové fyziky, počínaje knihami Arthura Koestlera, Lawrencea LeShana a dalších, které naznačovaly, že údajné parapsychologické jevy lze vysvětlit kvantovou mechanikou:s.32. V tomto desetiletí se objevila skupina Fundamental Fysiks Group, skupina fyziků, kteří přijali kvantovou mystiku a začali ji zapojovat v parapsychologii, transcendentální meditaci a různých mystických praktikách New Age a východní mystiky. Inspirován částečně Wignerem, Fritjof Capra, člen skupiny Fundamental Fysiks Group, napsal The Tao of Physics: An Exploration of the Parallels Between Modern Physics and Eastern Mysticism (1975) , kniha zastávající kvantovou fyziku hnutí New Age, která si získala popularitu u nevědecké veřejnosti:s.32. V roce 1979 vyšla pseudovědecká publikace The Dancing Wu Li Masters od „nejúspěšnějšího z Caprových následovníků“ Garyho Zukava:s.32. Skupina Fundamental Fysiks Group je považována za jeden z hlavních zdrojů odpovědných za „obrovské množství pseudovědeckých nesmyslů“ obklopujících interpretace kvantové mechaniky.

## Moderní využití a příklady
Na rozdíl od mystiky z počátku dvacátého století se dnes kvantová mystika obvykle týká své inkarnace skrze New Age, která tvrdí, že kombinuje starodávnou mystiku s kvantovou mechanikou. Kvantová mystika je pseudovědou a „únosem“ kvantové fyziky a čerpá spíše z „náhodných podobností jazyka než skutečných spojení“ s kvantovou mechanikou . Fyzik Murray Gell-Mann vytvořil frázi „quantum flapdoodle“(volně přeloženo jako „kvantový nesmysl/blábol“), aby odkazoval na zneužití a nesprávné použití kvantové fyziky na jiná témata.
Příkladem takového zneužití je „kvantová teorie“ od guru hnutí New Age, Deepaka Chopry, že stárnutí je způsobeno myslí, vysvětlované ve svých knihách Quantum Healing (1989), Ageless Body a Timeless Mind (1993). V roce 1998 získal Chopra Ig Nobelovu cenu (parodie na Nobelovu cenu) v kategorii fyziky za jeho „jedinečnou interpretaci kvantové fyziky v souvislostech co se týká života, svobody a snahy o ekonomické štěstí“.
Film z roku 2004 What the Bleep Do We Know !? se zabýval řadou myšlenek New Age ve vztahu k fyzice. Film byl produkován spirituální New Age sektou Ramtha School of Enlightenment, která byla založena J. Z. Knight, která o osobě tvrdí že je spirituálním kanálem (médiem) a prohlašovala, že její učení bylo založeno na rozmluvě s 35 000 let starou entitou jménem Ramtha. Díky představiteli skupiny Fundamental Fysiks Group Fredu Alanovi Wolfovi film zneužil některé aspekty kvantové mechaniky - včetně Heisenbergova principu neurčitosti a efektu pozorovatele - a také biologie a medicíny.
Mnoho kritiků film zavrhlo pro jeho použití pseudovědy.

## Česko a kvantový mysticismus
Problematice zneužívání kvantové mechaniky se podrobně věnoval i docent Otakar Jelínek v příspěvku Kvantová mechanika a její zneužívání.
V České republice existuje mnoho pseudovědců a šarlatánů bez patřičného vědeckého vzdělání, ale také i těch kteří využívají kvantového mysticismu ať už ve svých vyjádřeních, knihách, přednáškách, atp., z pozice autority vědce nebo lékaře. Mezi nejznámější zástupce můžeme zmínit například ty, které dokonce „ocenil“ Český klub skeptiků Sisyfos jejich cenou (resp. anticenou) Bludný balvan. Jedná se například o
MUDr. Josefa Hrušovského,
Jaromíra Kozáka,
Ing. Josefa Schröttera,
RNDr. Jana Franka,
Jiřího Vokáče Čmolíka,
Michala „Shark“ Haška,
RNDr. Jana Raka, PhD. a
prof. Ing. Karla Bartušku, DrSc. .